# Yémen aux Jeux paralympiques
Le Yémen a participé pour la première fois aux Jeux paralympiques aux Jeux paralympiques d'été de 1992 à Barcelone et n'a remporté aucune médaille depuis son entrée en lice dans la compétition.   